# Umbilibalcis
Umbilibalcis is een geslacht van weekdieren uit de klasse van de Gastropoda (slakken).

## Soorten
- Umbilibalcis crassula Bouchet & Warén, 1986
- Umbilibalcis lata (Dall, 1889)
- Umbilibalcis subumbilicata (Jeffreys, 1884)